# Corambis pantherae
Corambis pantherae — вид павуків родини павуків-скакунів (Salticidae). Описаний польськими арахнологами у 2019 році разом з Corambis jacknicholsoni та Corambis logunovi.

## Поширення
Ендемік Нової Каледонії.

## Опис
Павук завдовжки близько 1 см. Тіло помаранченво-коричневого кольору. Відрізняється від близьких видів будовою геніталій, ширшою головогрудьми і особливостями забарвлення черевця: на світлому тлі коричневі плями різної форми. Головогруди коричневі з численними сірими волосками. Навколо очей чорні мітки. Кліпеус темно-коричневий зі світло-сірими волосками. Хеліцери, максили і лабіум коричневі. Стернум помаранчево-коричневий з темними краями. Передні ноги світлокорічневі з шипами на гомілках і метатарзусі лапок. Інші ноги і черевце помаранчевого кольору з темними плямами.